# Diolcogaster euterpe
Diolcogaster euterpe är en stekelart som först beskrevs av Nixon 1965.  Diolcogaster euterpe ingår i släktet Diolcogaster och familjen bracksteklar. Inga underarter finns listade i Catalogue of Life.